# موشک (دهستان)
 موشک  به عربی ( الموشک )، دهستانی است در عزلهٔ (مغرب عنس)، وأعمال ذمار در ناحیهٔ (الشهار)، از توابع استان ذَمار 
در کشور یمن در شبه جزیره عربستان.

## جمعیت
جمعیت این دهستان در حدود (۲۳ خانوار) و (۳۹۷۶) نفر می‌باشد. 

## روستاها
روستاهای توابع این دهستان به شرح زیر است:
- روستای جَرف موشک
- روستای العدنة
- روستای الموفقة
- روستای الجبونة

## منبع
- المقحفی، ابراهیم، احمد ، (مُعجَم المُدُن وَالقَبائِل الیَمَنِیَة) ، منشورات دار الحکمة، صنعاء، چاپ پنجم، وانتشار سال ۱۹۸۵ میلادی به (عربی).